# Tournehem-sur-la-Hem
Tournehem-sur-la-Hem é uma comuna francesa na região administrativa de Altos da França, no departamento de Pas-de-Calais. Estende-se por uma área de 18,14 km². Em 2010 a comuna tinha 1 435 habitantes (densidade: 79,1 hab./km²).